# 王廷諫 (崇禎進士)
王廷諫（1612年—？），字旌直，山西太原府陽曲縣籍，河南汝寧府固始縣人，明朝政治人物。

## 生平
崇禎三年（1630年）庚午科山西鄉試第五十二名舉人，七年（1634年）中式甲戌科會試第一百三十六名，三甲第八十四名進士。都察院觀政，授魏縣知縣。

## 家族
曾祖王欽；祖父王文彬；父王詳，壽官。